# Ezra Attiya
Ezra Attiya (en hebreo: עזרא עטיא‎; en árabe: عزرا عطية‎; Alepo, 31 de enero de 1887-Jerusalén, 25 de mayo de 1970) fue un rabino y maestro de la Torá en el mundo judío sefardí. Entre sus alumnos se destacan los rabinos Ovadia Yosef, Mordechai Eliyahu, Ben Zion Abba Shaul y Yitzchak Kaduri.